# 巣鴨教会

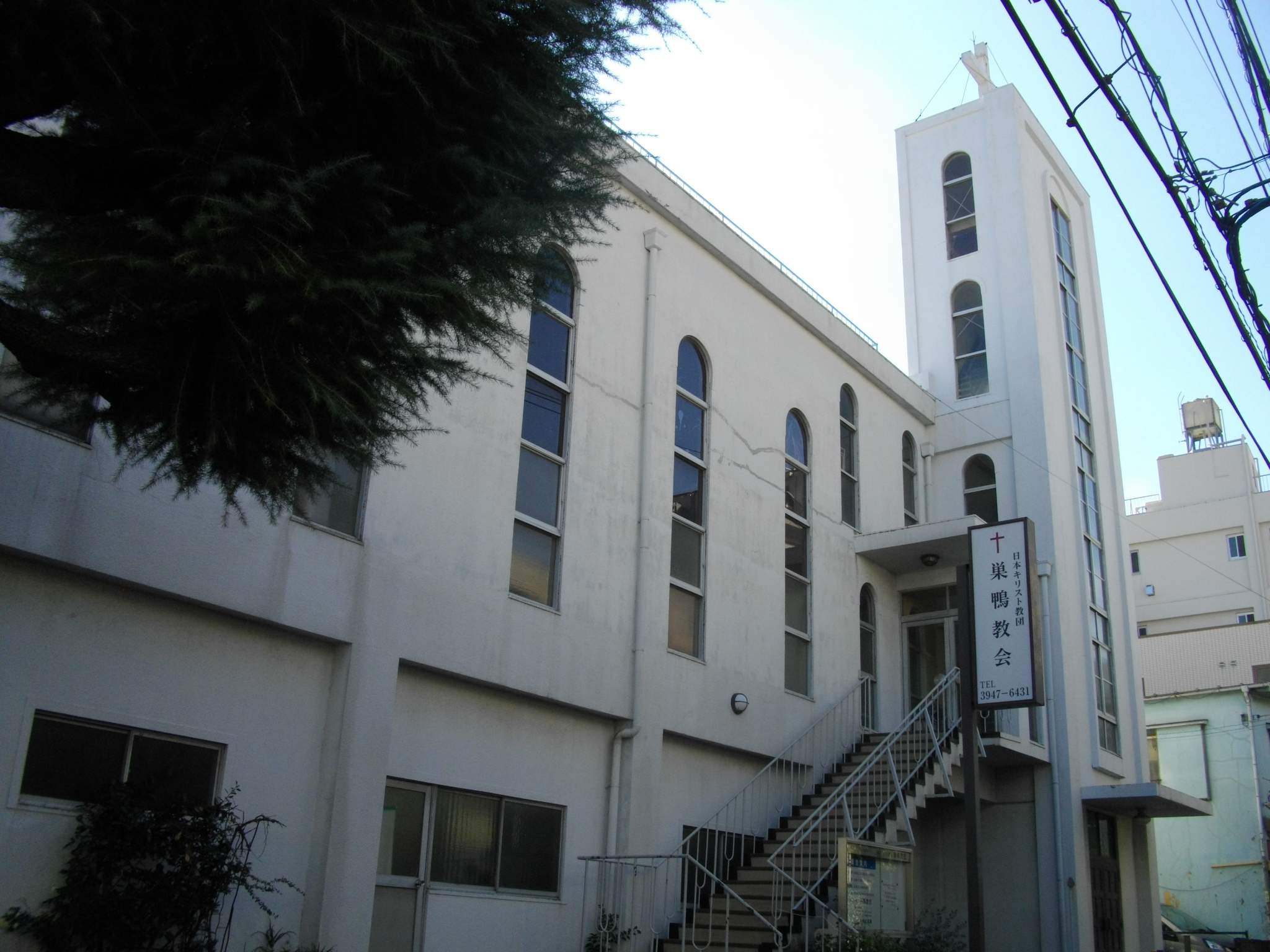
日本基督教団巣鴨教会

巣鴨教会（すがもきょうかい）は、東京都豊島区南大塚にある長老派の教会で、現在日本基督教団の教会である。

## 歴史
1874年（明治7年）にカラゾルス宣教師が東京第一長老教会を設立する。カラゾルスが宣教師を罷免されたことをきっかけに教会は分裂する。分裂して分かれたグループは芝教会を形成する。
1876年（明治9年）4月4日に、カラゾルス側のメンバーは日本人による自主独立の教会原女学校を会堂にして、原胤昭、戸田欽堂、鈴木舎定、田村直臣、林清吉、出口せい、千村きよ、土屋梅吉らにより日本独立長老教会銀座教会が創立される。
1879年（明治12年）には日本基督一致教会に加入し、1880年には田村直臣が牧師に就任する。同年2月に東京府京橋区肴町に移転し京橋教会に改称する。1885年には麹町区有楽町に移転する。
1888年（明治21年）10月に芝白金に自営館を開館し、石原謙、石原純、山田耕筰、笹尾粂太郎らを育てる。1893年（明治26年）には巣鴨宮下に自営館を設立する。
1894年（明治27年）に、田村牧師の書いた著書の『日本の花嫁』事件が起こり、植村正久により田村は日本基督教会の牧師を罷免され追放された。数寄屋橋教会は田村と一緒に日本独立長老教会を再建した。
1919年（大正8年）1月に自営館を閉館し、大正幼稚園を設立する。
1926年（昭和2年）5月に植村正久が死去すると、日本基督教会に復帰する。
1945年（昭和20年）4月の米軍の大空襲で会堂が焼失する。1947年（昭和22年）に豊島教会と合併、大塚教会になる。1951年（昭和26年）には新会堂を開設する。1952年（昭和27年）日本キリスト教会に加入するが、1961年（昭和36年）日本基督教団に復帰する。現在は巣鴨教会と称する。

## アクセス
- JR大塚駅から徒歩8分